# Championnat de Roumanie de football américain
Le Championnat de Roumanie de football américain (Campionatul Național de Fotbal American) est une compétition réunissant depuis 2010 l'élite des clubs roumains de football américain.
Cette compétition, organisée par la Federaţia Română de Fotbal American, se dispute en une phase régulière de type championnat laquelle est suivi d'une phase de playoffs (1/2 finales), le tout se clôturant par la finale dénommée « Romanian Bowl » ou « RoBowl ».
Les règles du jeu sont celles utilisées en NCAA

## Histoire
Le championnat de football américain est disputé chaque année depuis 2010. fin de promouvoir ce sport, un championnat de flag football existe également.
Le tout premier match de football américain en Roumanie s'est joué le 24 juillet 2010. Il a mis en présence les équipes de Timişoara Lions et de Crusaders de Cluj.
Le 21 novembre 2010, à Bucarest, les Bucharest Warriors accueillent les Crusaders de Cluj à l'occasion du premier Romanian Bowl. Ils remportent le match 56 à 12 et deviennent les premiers champions de Roumanie,.
Les Bucharest Warriors confirment ce titre la saison suivante après avoir gagné les deux matchs de la finale (aller et retour) 14–6 et 15-20 contre les mêmes adversaires,.

## Clubs de la saison 2019
- Bucharest Rebels
- Crusaders de Cluj
- Mures Monsters
- Resita Locomotives
- Timişoara 89ers

### Anciennes équipes
- Bucharest Dacians
- Bucharest Predators
- Constanța Sharks
- Iaşi Sevens
- Miners Baia Mare
- Oradea Stars
- Prahova Thunder
- Scăieni Jaguars
- Vaslui Wolves

## Palmarès
| Saisons | Édition du RoBowl | Champion           | Finaliste          | Résultat     |
| ------- | ----------------- | ------------------ | ------------------ | ------------ |
| 2010    | I                 | Bucharest Warriors | Cluj Crusaders     | 56–12        |
| 2011    | II                | Bucharest Warriors | Cluj Crusaders     | 14–6 & 15–20 |
| 2012    | III               | Cluj Crusaders     | Bucharest Rebels   | 20–70        |
| 2013    | IV                | Cluj Crusaders     | Timisoara 89ers    | 14–80        |
| 2014    | V                 | Bucharest Rebels   | Timisoara 89ers    | 18–12        |
| 2015    | VI                | Bucharest Rebels   | Cluj Crusaders     | 2–0          |
| 2016    | VII               | Bucharest Rebels   | Cluj Crusaders     | 46–18        |
| 2017    | VIII              | Cluj Crusaders     | Bucharest Warriors | 17–12        |
| 2018    | IX                | Cluj Crusaders     | Bucharest Rebels   | 10–0         |
| 2019    | X                 | Bucharest Rebels   | Timisoara 89ers    | 34 - 14      |

### Tableau d'honneur
| Rang | Club               | Nombre de titres | Dernier titre | Nombre de finales perdues | Dernière défaite en finale |
| ---- | ------------------ | ---------------- | ------------- | ------------------------- | -------------------------- |
| 1    | Cluj Crusaders     | 4                | 2018          | 4                         | 2016                       |
| 2    | Bucharest Rebels   | 4                | 2019          | 2                         | 2018                       |
| 3    | Bucharest Warriors | 2                | 2011          | 1                         | 2017                       |
| 4    | Timisoara 89ers    | -                | -             | 3                         | 2019                       |